# Maslačna kiselina
Maslačna kiselina (ili butanska kiselina), karboksilna, masna kiselina, CH3(CH2)2COOH (molekularna C4H8O2), bezbojna tekućina neugodna mirisa. U svježem maslacu vezana je s glicerolom, u pokvarenome maslacu oslobađa se i uzrokuje njegov neugodan miris. Sastavni je dio i ljudskog znoja. Esteri maslačne kiseline (zvani, kao i njezine soli, butirati) upotrebljavaju se u kozmetici te u proizvodnji likera i polimernih materijala.